# Ernst Kunsemüller
Ernst Kunsemüller (* 24. Juni 1885 in Rehme; † 25. April 1918 in Düsseldorf) war ein deutscher Dirigent, Pianist und Komponist.

## Leben
Ernst Adolf Johannes Kunsemüller war der Sohn eines Pfarrers und studierte – nach dem Besuch der Gymnasien in Gütersloh und Detmold – zunächst einige Semester Theologie, danach Geschichte, Germanistik und Philosophie in Bonn und Berlin. Als Student trat er dem Bonner und Berliner Wingolf bei. 1909 promovierte er sich in Bonn zum Dr. phil. Danach studierte er am Kölner Konservatorium bei Carl Friedberg, Franz Bölsche und Fritz Steinbach Klavier, Musiktheorie, Dirigieren sowie Komposition. Ab 1910 war er Leiter eines A-cappella-Chores in Neuss am Rhein. 1912 ging er nach Kiel und wurde hier Dirigent der Kieler VDM-Konzerte sowie des Kieler Gesangvereins. 1914 wurde er zum Akademischen Musikdirektor der Christian-Albrechts-Universität zu Kiel ernannt. Kunsemüller meldete sich Mitte 1915 freiwillig zum Militärdienst und wurde Kriegsteilnehmer am Ersten Weltkrieg. Er erlag 1918 in einem Düsseldorfer Lazarett seinen Schussverletzungen.

## Werke
- Lieder für Gesang und Klavier op. 1
- Lieder für Gesang und Orchester op. 2
- Vier Lieder für Sopran und Klavier op. 3
- Klaviersonate Nr. 1 op. 4
- Drei Gesänge nach Texten von Gustav Falke für Bariton und Klavier op. 5
- Variationen über ein eigenes Thema für Klavier op. 6
- Neun Knabenlieder für Altstimme und Oktettbegleitung op. 7
- Drei Lieder für gemischten Chor a cappella op. 8 (UA Kiel 1915)
- Serenade für kleines Orchester op. 9
- Klaviersonate Nr. 2 A-Dur op. 10
- Drei Lieder nach Dichtungen von Conrad Ferdinand Meyer für Singstimme und Klavier op. 11
- Drei Gesänge für eine Altstimme mit Begleitung von Klavier und Waldhorn op. 12 (UA Kiel 1914)
- Spitzweg-Suite für Klavier und Violoncello op. 15
- Sechs Lieder für hohe Singstimme und Klavier op. 16
- Frühlingsbilder (Klavierstücke) op. 17
- Streichquartett
- Konzertouvertüre für großes Orchester